# Cebus kaapori
Cebus kaapori is een zoogdier uit de familie van de Cebidae. De wetenschappelijke naam van de soort werd voor het eerst geldig gepubliceerd door Hélder Queiroz in 1992.

## Voorkomen
De soort komt voor in kleine delen van Naranhão en Pará in Brazilië.